# アイラブたじま
『アイラブたじま』とは、かつてラジオ関西豊岡放送局（但馬中継局）で放送されていた独自番組。1992年から2008年3月28日まで毎週金曜の午後に放送されていた。

## 概要
ラジオ関西豊岡放送局（但馬中継局）が開局した1992年に放送開始。毎週金曜の午後に生放送で放送されていた。
番組は神戸にあるスタジオから豊岡放送局向けに裏送りで放送していた。なお一時期は旧豊岡市内の神戸トヨペット豊岡店内にあったスタジオから放送していたこともあった。
2008年3月28日をもって放送終了。これをもって豊岡放送局の独自番組はなくなった。

## 主なコーナー
- 神戸新聞但馬総局のコーナー

神戸新聞但馬総局の記者と電話を結び、今週1週間の間に但馬で起きたニュースや話題を1つ伝えた。不定期で記者が神戸のスタジオに来てトークすることもあった。
- 天気予報

但馬とその周辺の天気予報。兵庫県北部・京都府北部・兵庫県南部・鳥取県東部の予報を伝えた。ちなみにラジオ関西で鳥取県東部の予報が伝えられたのは豊岡放送局の独自番組のみであった。
- イベント情報

但馬周辺で今週1週間の間に行われるイベント情報を伝えた。

## 放送時刻
- 不明 - 2006年3月31日

15:15 - 15:45
- 2006年4月7日 - 番組終了

15:00 - 15:45

## パーソナリティー
- 村上有利（時期不明）
- 首藤由香（2000年 - 番組終了）

## 備考
- 番組は、放送時刻になると神戸本局で放送している番組が進行中でも開始された。例えば『ばんばひろふみ!ラジオ・DE・しょー!』の15時台の「成田珈琲の3時です今日のお味は」コーナーの放送中に音声がいきなり途切れてスタートしていた時期もあった（これは他の独自番組開始時でも同様であった）。なお末期になると出演者が「このあと3時15分から但馬放送局ではアイラブたじまをお送りします」というお断りコメントを言うこともあった。
- 番組エンディングで聴取者からのお便りを募集し（時間の都合で割愛する事もあり）、不定期で読まれていた。
- 2007年までは放送日（金曜日）の神戸新聞但馬版に番組の放送予定が掲載されていた。